# チェージオ
チェージオ(伊: Cesio)は、イタリア共和国リグーリア州インペリア県にある、人口約300人の基礎自治体（コムーネ）。

## 地理

### 位置・広がり

#### 隣接コムーネ
隣接するコムーネは以下の通り。括弧内のSVはサヴォーナ県所属を示す。
- カラヴォーニカ
- カザノーヴァ・レッローネ（SV）
- キウザーニコ
- ピエーヴェ・ディ・テーコ
- テスティコ（SV）
- ヴェッサーリコ

### 地震分類
イタリアの地震リスク階級 (it) では、3 に分類される
。

## 行政

### 分離集落
チェージオには、以下の分離集落（フラツィオーネ）がある。
- Arzeno d'Oneglia, Cartari, Colle San Bartolomeo